# Kockás piton
A kockás piton (Malayopython reticulatus) a kígyók (Serpentes) alrendjébe és a pitonfélék (Pythonidae) családjába tartozó faj. Élőhelye Délkelet-Ázsia. A kifejlett példányok akár 6,95 méter hosszúságúra is megnőhetnek, de átlagos hosszuk 3-6 méter. A világ leghosszabb, bár nem a legerősebb testalkatú kígyója és hüllője. A pitonfélékhez hasonlóan nincs méregfoguk, általában nem tartják az emberre nézve veszélyesnek. Bár legnagyobb egyedei képesek lennének egy felnőtt ember megölésére, a jelentések ritkán szólnak ilyen támadásokról.
Kitűnő úszó, megfigyelték már a tengerparttól nagy távolságban is, elterjedési területén számos kisebb szigetre betelepült. A faj neve, mely az állat bonyolult színmintázatára utal, a latin „hálószerű” kifejezésből ered.

## Megjelenése

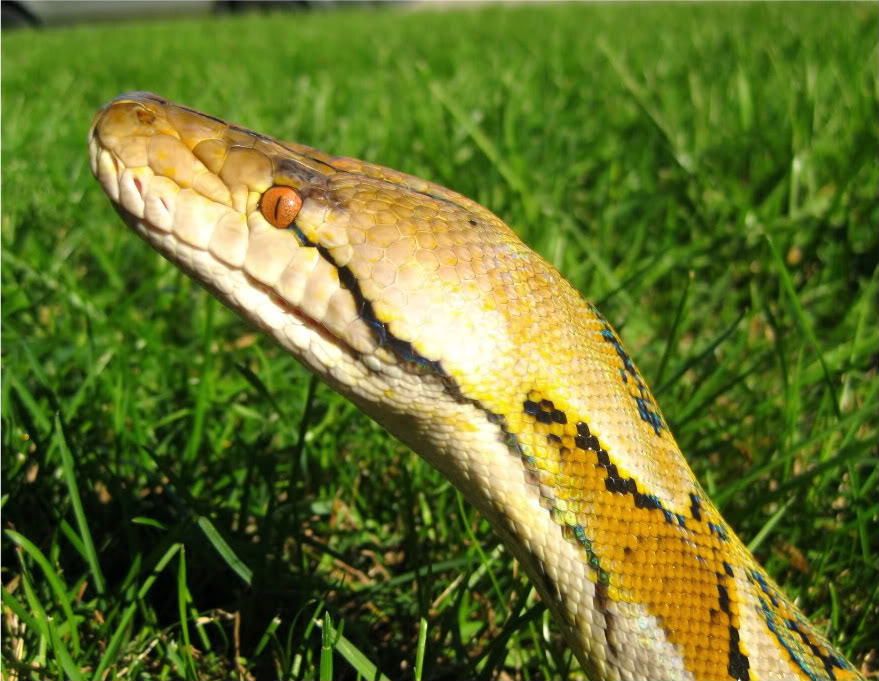
P. reticulatus

A kifejlett egyedek akár a 6,95 m hosszúságot is elérhetik, így ezek a világ leghosszabb kígyói. Egyes becslések szerint akár a 9 m hosszúságot is elérhetik Hosszúságához képest azonban viszonylag karcsú, testfelépítése nem a legerősebb a kígyók között. A zöld anakonda (Eunectes murinus) nagyobbra nőhet nála. A Pittsburghi Állatkertben az 1950-es években élt Colossus hossza állítólag 8,7 m volt, de végül is 6,35 méteresnek bizonyult. Az egyik legnagyobb ténylegesen lemért példány 6,95 m hosszú és 59 kg tömegű volt, miután közel 3 hónapig nem evett. Számos jelentés érkezett ennél nagyobb példányokról, de mivel ezeket szakember nem mérte meg, a jelentéseket nem bizonyítottaknak, illetve téveseknek értékelik. Bár a New York-i Zoológiai Társaság által felajánlott 50 000 dolláros díj, melyet egy élő, 9,14 méteres vagy hosszabb kígyóért ajánlottak fel, jelenleg is érvényben van, mindezidáig senki sem jelentkezett a díjért.
A legnagyobb valaha élt kígyófajnak a Földön a fosszilíákból ismert titánboa tekinthető, amelynek átlagos mérete 12,8 m lehetett.

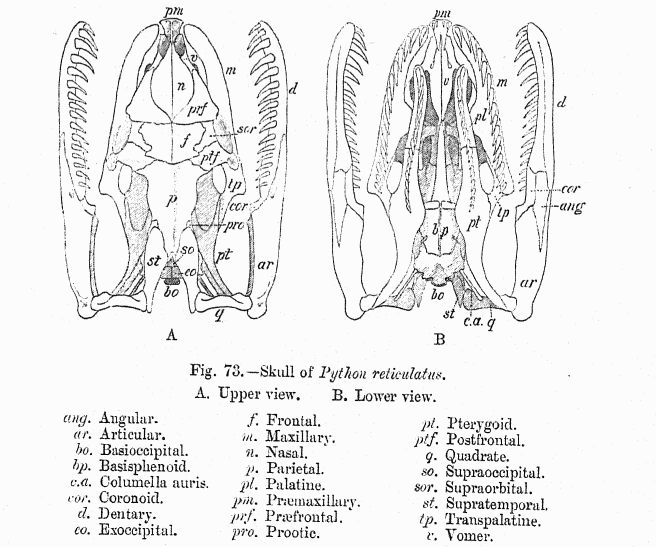
A kockás piton koponyája

Kültakarója bonyolult geometriai mintázattal díszített, melyben többféle szín is megtalálható. A hátát általában szabálytalan, rombusz alakú minták díszítik, melyeket kisebb, világosabb közepű alakzatok vesznek körül. A faj nagy elterjedési területén a méretek, színek és alakzatok sokféle változata fordul elő.
Az állatkertekben a színmintázat élénknek tűnhet, de árnyas dzsungelkörnyezetben, avar és földre hullott faágak közt a kígyó szinte teljesen láthatatlan. Ez a rejtőszín segít a ragadozóktól való rejtőzködésben és a zsákmányuk észrevétlen megközelítésében.

## Alfajai
- M. r. reticulatus, Schneider (1801).
- M. r. jampeanus, Auliya et al. (2002).[9]
- M. r. saputrai, Auliya et al. (2002)

Ez utóbbi kettő törpe alfaj izolált zsugorodással alakult ki. A Celebesztől északra fekvő Sangir-szigeteken egy másik alfaj is él, de ezt még hivatalosan nem írták le.
A javasolt dalegibbonsi, euanedwardsi, haydnmacphiei, neilsonnemani, patrickcouperi és stuartbigmorei alfajok nem találtak általános elfogadtatásra.
Egy új keletű filogenetikai tanulmány szerint a kockás piton és a timori piton közelebbi kapcsolatban áll az ausztrálázsiai pitonokkal, mint a piton nemzetség többi tagja, ezért egy külön nemzetségbe, a Broghammerus nemzetségbe kellene helyezni. Ezt azonban számos herpetológus elutasítja, mivel a javaslat felvetőjének, Raymond Hosernek szakértelmét nem fogadják el.

## Előfordulása
A kockás piton Délkelet-Ázsiában él, megtalálható a Nikobár-szigeteken, Bangladesben, Mianmarban, Thaiföldön, Laoszban, Kambodzsában, Vietnámban, Malajziában, Szingapúrban, innen keletre Indonéziában, (Szumátrán, a Mentawai-szigeteken, a Natuna-szigeteken, Borneón, Celebeszen, Jáván, Lombokon, Sumbawán, Sumbán, Floresen, Timoron, a Maluku-szigeteken, a Tanimbar-szigeteken) és a Fülöp-szigeteken (Basilan, Bohol, Cebu, Leyte, Luzon, Mindanao, Mindoro, Negros, Palawan, Panay, Polillo, Samar és a Tawi-Tawi szigeteken).

## Élőhelye
A kockás piton esőerdőkben, erdős területeken és az azokat övező füves szegélyeken él. Jól megtalálja helyét folyókban és tavakban is. Kitűnő úszó, a tengerparttól távol is észlelték, így könnyen betelepülhetett kisebb szigetekre is. A 20. század elején még Bangkok sűrűn lakott részeiből is szóltak róla jelentések, időnként háziállatokat is megevett.

## Táplálkozása
Természetes étrendjét emlősök és időnként madarak alkotják. A kisebb – 3–4 méteres – példányok jobbára rágcsálókkal, például patkányokkal táplálkoznak, míg a nagyobb egyedek megeszik a cibetmacskaféléket (például a petymeget vagy a binturongot), sőt majmokat vagy disznókat is. Az emberi települések környékén ismert, hogy alkalmanként elkapják a csirkéket, macskákat és kutyákat is. A legnagyobb dokumentált zsákmányok közé tartozott egy kiéhezett, 23 kg súlyú maláj medve, melyet egy 6,95 méter hosszúságú kockás piton fogyasztott el, és aztán tíz héten át emésztett; valamint 60 kg-nál nehezebb disznók is. Őzekkel, szarvasokkal is táplálkozik, de olykor az ember is áldozatául esik. Általános szabályként elmondható, hogy a kockás pitonok saját hosszuknak egynegyedét elérő, és saját súlyukkal megegyező súlyú zsákmányt képesek elfogyasztani. Mint a pitonok általában, a kockás piton is lesből támad, addig várakozik, amíg zsákmánya elérhető távolságba kerül, majd a zsákmányra tekeredve megfojtja azt.

## Szaporodása
A kockás piton tojásrakó, a nőstény 15-80 tojást rak fészkenként. Optimális 31–32 °C-os kelési hőmérsékleten a tojásokból átlagosan 88 nap alatt kelnek ki az utódok. A tojásból kikelő utódok elérik a 61 cm hosszúságot.

## Emberekre jelentett veszélye
A kockás piton ritkán támad emberre, de több végzetes esetről létezik feljegyzés, mind a természetben élő, mind fogságban tartott egyedek esetében. Azok közé a kígyók közé tartozik, melyeket emberevőnek tartanak, bár csak néhány esetben fordult elő, hogy ténylegesen el is fogyasztotta zsákmányát.

## Fogságban
A kockás piton népszerű háziállattá vált, különösen az albinó- és a tigrismintás változatai. Fogságban jól tartható, de ilyen méretű hüllő tartásához tapasztalatra van szükség, mind az állat mind a gondozó biztonsága érdekében, mivel egyesek szerint kiszámíthatatlanok. Emberre nem támadnak, de haraphatnak ha fenyegetve érzik magukat, vagy ha a kezet tápláléknak vélik. Bár méregfoguk nincs, harapásuk súlyos sérüléseket okozhat.
Nagy méretük és feltűnő mintázatuk miatt az állatkertek hüllőházának kedvelt kígyója, többről állítják, hogy hossza meghaladja a 6 métert és hogy a fogságban tartott leghosszabb kígyó. Mindamellett hatalmas méretük, óriási erejük, agresszív viselkedésük és bőrüknek testükhöz képesti mozgása miatt nagyon nehéz pontos hosszméretet venni róluk, súlyuk pedig nem ad a fajról jó értéket, mivel a fogságban tartott egyedek gyakorta elhíznak. Az állatkertek és állatparkok méretükre vonatkozó állításai néha túlzóak, ilyen volt Colossus és az állítólagos 14,85 méteres kígyó Indonéziában, mely végül is 6,5–7 méteresnek bizonyult.